# Hunashikatti, Ranibennur
Hunashikatti là một làng thuộc tehsil Ranibennur, huyện Haveri, bang Karnataka, Ấn Độ.